# Super League 2018-2019
La Super League 2018-2019, nota come Raiffeisen Super League 2018-2019 per motivi di sponsorizzazione, è stata la 122ª edizione della massima divisione del campionato svizzero di calcio, la 16ª edizione sotto l'attuale denominazione. Il campionato è iniziato il 21 luglio 2018 e si è concluso il 25 maggio 2019.
Lo Young Boys si è confermato campionato del torneo per la seconda volta consecutiva e per la tredicesima in generale.

## Stagione

### Novità
Dalla Super League 2017-2018 è stato retrocesso in cadetteria il Losanna, classificatosi all'ultimo posto, mentre dalla Challenge League 2017-2018 è stato promosso il Neuchâtel Xamax, che torna nella massima serie dopo il fallimento avvenuto nel 2012.

### Formula
Le 10 squadre partecipanti si affrontano in un doppio girone all'italiana con partite di andata e ritorno per un totale di 36 giornate. La novità nella formula riguarda il ritorno dello spareggio promozione-retrocessione, che vede affrontarsi la nona classificata di Super League e la seconda di Challenge League in una sfida di andata e ritorno.
- La squadra campione di Svizzera è ammessa al play-off di qualificazione della UEFA Champions League 2019-2020.
- La 2ª classificata è ammessa al secondo turno di qualificazione della UEFA Champions League 2019-2020.
- La 3ª classificata è ammessa al terzo turno di qualificazione della UEFA Europa League 2019-2020.
- La 4ª classificata è ammessa al secondo turno di qualificazione della UEFA Europa League 2019-2020.
- La 9ª classificata è ammessa allo spareggio promozione-retrocessione.
- L'ultima classificata retrocede in Challenge League.

## Squadre partecipanti
| Club            | Stagione | Città     | Stadio              | Stagione precedente          |
| --------------- | -------- | --------- | ------------------- | ---------------------------- |
| Basilea         | dettagli | Basilea   | St. Jakob-Park      | 2º posto in Super League     |
| Grasshoppers    | dettagli | Zurigo    | Stadio Letzigrund   | 9º posto in Super League     |
| Lucerna         | dettagli | Lucerna   | Swissporarena       | 3º posto in Super League     |
| Lugano          | dettagli | Lugano    | Stadio di Cornaredo | 6º posto in Super League     |
| Neuchâtel Xamax | dettagli | Neuchâtel | La Maladière        | 1º posto in Challenge League |
| San Gallo       | dettagli | San Gallo | Kybunpark           | 5º posto in Super League     |
| Sion            | dettagli | Sion      | Stade Tourbillon    | 7º posto in Super League     |
| Thun            | dettagli | Thun      | Stockhorn Arena     | 8º posto in Super League     |
| Young Boys      | dettagli | Berna     | Stade de Suisse     | Campione di Svizzera         |
| Zurigo          | dettagli | Zurigo    | Stadio Letzigrund   | 4º posto in Super League     |

## Allenatori e primatisti
| Squadra         | Allenatore                                                                    | Giocatore più presente (tra parentesi il numero delle presenze) | Capocannoniere (tra parentesi il numero dei gol segnati) |
| --------------- | ----------------------------------------------------------------------------- | --------------------------------------------------------------- | -------------------------------------------------------- |
| Basilea         | Raphaël Wicky (1ª) Alexander Frei (2ª) Marcel Koller (3ª-36ª)                 | Luca Zuffi (34)                                                 | Albian Ajeti (14)                                        |
| Grasshoppers    | Thorsten Fink (1ª-23ª) Tommy Stipić (24ª-28ª) Ulrich Forte (29ª-36ª)          | Heinz Lindner (35)                                              | Marco Djuričin (6)                                       |
| Lucerna         | René Weiler (1ª-21ª) Thomas Häberli (22ª-36ª)                                 | Christian Schneuwly (35)                                        | Blessing Eleke (13)                                      |
| Lugano          | Guillermo Abascal (1ª-9ª) Fabio Celestini (10ª-36ª)                           | Jonathan Sabbatini (34)                                         | Carlinhos (13)                                           |
| Neuchatel Xamax | Michel Decastel (1ª-19ª) Stéphane Henchoz (20ª-36ª)                           | Laurent Walthert (35) Raphaël Nuzzolo (35)                      | Raphaël Nuzzolo (14)                                     |
| San Gallo       | Peter Zeidler                                                                 | Silvan Hefti (35) Dereck Kutesa (35) Vincent Sierro (35)        | Vincent Sierro (11)                                      |
| Sion            | Maurizio Jacobacci (1ª-6ª) Murat Yakın (7ª-32ª) Christian Zermatten (33ª-36ª) | Pajtim Kasami (34)                                              | Pajtim Kasami (8)                                        |
| Thun            | Marc Schneider                                                                | Guillaume Faivre (36)                                           | Dejan Sorgić (15)                                        |
| Young Boys      | Gerardo Seoane                                                                | Christian Fassnacht (35)                                        | Guillaume Hoarau (24)                                    |
| Zurigo          | Ludovic Magnin                                                                | Yanick Brecher (35)                                             | Benjamin Kololli (10) Stephen Odey (10)                  |

## Classifica finale
|  | Pos. | Squadra         | Pt | G  | V  | N  | P  | GF | GS | DR  |
|  | ---- | --------------- | -- | -- | -- | -- | -- | -- | -- | --- |
|  | 1.   | Young Boys      | 91 | 36 | 29 | 4  | 3  | 99 | 36 | +63 |
|  | 2.   | Basilea         | 71 | 36 | 20 | 11 | 5  | 71 | 46 | +25 |
|  | 3.   | Lugano          | 46 | 36 | 10 | 16 | 10 | 50 | 49 | +1  |
|  | 4.   | Thun            | 46 | 36 | 12 | 10 | 14 | 57 | 58 | -1  |
|  | 5.   | Lucerna         | 46 | 36 | 14 | 4  | 18 | 56 | 61 | -5  |
|  | 6.   | San Gallo       | 46 | 36 | 13 | 7  | 16 | 49 | 58 | -9  |
|  | 7.   | Zurigo          | 44 | 36 | 11 | 11 | 14 | 43 | 52 | -9  |
|  | 8.   | Sion            | 43 | 36 | 12 | 7  | 17 | 50 | 55 | -5  |
|  | 9.   | Neuchâtel Xamax | 37 | 36 | 9  | 10 | 17 | 44 | 65 | -21 |
|  | 10.  | Grasshoppers    | 25 | 36 | 5  | 10 | 21 | 32 | 71 | -39 |

Legenda:
      Campione di Svizzera e ammessa al play-off di qualificazione della UEFA Champions League 2019-2020.
      Ammessa al secondo turno di qualificazione della UEFA Champions League 2019-2020.
      Ammessa alla fase a gironi della UEFA Europa League 2019-2020.
      Ammessa al secondo turno di qualificazione della UEFA Europa League 2019-2020.
      Ammessa allo spareggio promozione-retrocessione.
      Retrocessa in Challenge League 2019-2020.
Note:
Tre punti a vittoria, uno a pareggio, zero a sconfitta.
In caso di arrivo di due o più squadre a pari punti, la graduatoria verrà stilata in base ai seguenti criteri:
- Differenza reti generale.
- Reti realizzate in generale.
- Differenza reti negli scontri diretti.
- Maggior numero di reti in trasferta.
- Sorteggio.

## Risultati

### Prima fase
|                 | BAS  | GRA  | LUC  | LUG  | NEU  | SAN  | SIO  | THU  | YOU  | ZUR  |
| --------------- | ---- | ---- | ---- | ---- | ---- | ---- | ---- | ---- | ---- | ---- |
| Basilea         | –––– | 4-2  | 2-1  | 3-2  | 1-1  | 1-2  | 3-2  | 1-1  | 1-3  | 2-0  |
| Grasshoppers    | 1-3  | –––– | 2-3  | 2-1  | 3-1  | 2-1  | 2-1  | 0-2  | 0-3  | 0-2  |
| Lucerna         | 1-1  | 2-1  | –––– | 4-2  | 0-2  | 2-1  | 1-3  | 0-2  | 2-3  | 2-5  |
| Lugano          | 2-2  | 2-2  | 1-4  | –––– | 2-2  | 3-1  | 2-2  | 2-1  | 0-2  | 1-0  |
| Neuchatel Xamax | 1-1  | 2-3  | 1-2  | 2-1  | –––– | 2-3  | 1-1  | 1-5  | 1-4  | 3-3  |
| San Gallo       | 1-3  | 2-1  | 0-1  | 2-2  | 3-2  | –––– | 2-4  | 3-2  | 2-3  | 3-2  |
| Sion            | 1-2  | 0-0  | 2-0  | 1-2  | 3-0  | 0-1  | –––– | 2-1  | 0-3  | 1-2  |
| Thun            | 4-2  | 1-0  | 2-1  | 1-1  | 2-2  | 2-0  | 4-1  | –––– | 1-4  | 2-2  |
| Young Boys      | 7-1  | 2-0  | 2-3  | 1-0  | 5-2  | 2-0  | 3-2  | 3-2  | –––– | 4-0  |
| Zurigo          | 1-1  | 2-0  | 1-0  | 0-0  | 0-0  | 0-0  | 1-2  | 2-1  | 3-3  | –––– |

### Seconda fase
|                 | BAS  | GRA  | LUC  | LUG  | NEU  | SAN  | SIO  | THU  | YOU  | ZUR  |
| --------------- | ---- | ---- | ---- | ---- | ---- | ---- | ---- | ---- | ---- | ---- |
| Basilea         | –––– | 0-0  | 3-2  | 1-1  | 4-1  | 1-1  | 1-0  | 3-1  | 2-2  | 3-0  |
| Grasshoppers    | 0-4  | –––– | 1-3  | 1-1  | 0-1  | 0-1  | 0-3  | 1-1  | 0-1  | 1-1  |
| Lucerna         | 0-1  | 4-0  | –––– | 0-3  | 0-1  | 3-0  | 1-3  | 3-1  | 1-3  | 3-0  |
| Lugano          | 1-1  | 3-3  | 1-0  | –––– | 0-0  | 1-0  | 1-1  | 1-3  | 0-1  | 3-0  |
| Neuchatel Xamax | 0-2  | 1-1  | 2-1  | 1-1  | –––– | 0-1  | 3-1  | 3-2  | 1-0  | 1-2  |
| San Gallo       | 0-3  | 0-0  | 1-2  | 0-2  | 3-0  | –––– | 2-1  | 1-3  | 4-1  | 3-1  |
| Sion            | 0-3  | 3-0  | 2-2  | 2-2  | 1-0  | 2-2  | –––– | 0-1  | 0-4  | 1-0  |
| Thun            | 1-2  | 1-1  | 1-1  | 1-0  | 0-2  | 0-0  | 1-2  | –––– | 1-1  | 2-2  |
| Young Boys      | 3-1  | 6-1  | 4-0  | 2-2  | 2-0  | 3-2  | 1-0  | 5-1  | –––– | 2-0  |
| Zurigo          | 0-2  | 3-1  | 1-1  | 0-1  | 2-1  | 1-1  | 1-0  | 3-0  | 0-1  | –––– |

## Spareggi

### Spareggio promozione-retrocessione
|                 | Risultati     |                 | Luogo e data              |
| --------------- | ------------- | --------------- | ------------------------- |
| Neuchâtel Xamax | 0-4           | Aarau           | Neuchâtel, 30 maggio 2019 |
| Aarau           | 0-4 (4-5 dtr) | Neuchâtel Xamax | Aarau, 2 giugno 2019      |
|                 |               |                 |                           |

## Statistiche

### Squadre

#### Capoliste solitarie
|    | —— | ——         | —— | —— | —— | —— | —— | —— | ——  | ——  | ——  | ——  | ——  | ——  | ——  | ——  | ——  | ——  | ——  | ——  | ——  | ——  | ——  | ——  | ——  | ——  | ——  | ——  | ——  | ——  | ——  | ——  | ——  | ——  | ——  | —— |  |
|    |    | Young Boys |    |    |    |    |    |    |     |     |     |     |     |     |     |     |     |     |     |     |     |     |     |     |     |     |     |     |     |     |     |     |     |     |     |    |  |
|    |    |            |    |    |    |    |    |    |     |     |     |     |     |     |     |     |     |     |     |     |     |     |     |     |     |     |     |     |     |     |     |     |     |     |     |    |  |
|    |    |            |    |    |    |    |    |    |     |     |     |     |     |     |     |     |     |     |     |     |     |     |     |     |     |     |     |     |     |     |     |     |     |     |     |    |  |
| 1ª | 2ª | 3ª         | 4ª | 5ª | 6ª | 7ª | 8ª | 9ª | 10ª | 11ª | 12ª | 13ª | 14ª | 15ª | 16ª | 17ª | 18ª | 19ª | 20ª | 21ª | 22ª | 23ª | 24ª | 25ª | 26ª | 27ª | 28ª | 29ª | 30ª | 31ª | 32ª | 33ª | 34ª | 35ª | 36ª |    |  |

#### Classifica in divenire
|                 | 1ª | 2ª | 3ª | 4ª | 5ª | 6ª | 7ª | 8ª | 9ª | 10ª | 11ª | 12ª | 13ª | 14ª | 15ª | 16ª | 17ª | 18ª | 19ª | 20ª | 21ª | 22ª | 23ª | 24ª | 25ª | 26ª | 27ª | 28ª | 29ª | 30ª | 31ª | 32ª | 33ª | 34ª | 35ª | 36ª |
| --------------- | -- | -- | -- | -- | -- | -- | -- | -- | -- | --- | --- | --- | --- | --- | --- | --- | --- | --- | --- | --- | --- | --- | --- | --- | --- | --- | --- | --- | --- | --- | --- | --- | --- | --- | --- | --- |
| Young Boys      | 3  | 6  | 9  | 12 | 15 | 18 | 21 | 24 | 27 | 27  | 28  | 31  | 34  | 37  | 40  | 43  | 46  | 49  | 52  | 53  | 56  | 59  | 62  | 65  | 66  | 69  | 72  | 75  | 78  | 78  | 79  | 82  | 85  | 88  | 88  | 91  |
| Basilea         | 0  | 1  | 4  | 7  | 8  | 9  | 9  | 12 | 13 | 16  | 17  | 20  | 23  | 23  | 24  | 24  | 27  | 30  | 33  | 34  | 37  | 40  | 43  | 44  | 45  | 48  | 51  | 52  | 53  | 56  | 59  | 62  | 62  | 65  | 68  | 71  |
| Lugano          | 3  | 3  | 3  | 4  | 5  | 8  | 9  | 9  | 10 | 10  | 13  | 16  | 16  | 16  | 16  | 17  | 18  | 19  | 19  | 20  | 23  | 23  | 26  | 27  | 30  | 31  | 32  | 33  | 34  | 37  | 38  | 41  | 41  | 44  | 45  | 46  |
| Lucerna         | 0  | 0  | 3  | 3  | 6  | 9  | 9  | 9  | 9  | 12  | 12  | 15  | 15  | 18  | 19  | 19  | 22  | 25  | 25  | 25  | 25  | 26  | 29  | 32  | 33  | 33  | 33  | 34  | 34  | 37  | 40  | 40  | 43  | 43  | 46  | 46  |
| Sion            | 0  | 3  | 6  | 6  | 6  | 6  | 6  | 6  | 9  | 10  | 11  | 11  | 11  | 14  | 17  | 20  | 21  | 21  | 24  | 25  | 25  | 26  | 26  | 26  | 29  | 32  | 35  | 36  | 37  | 37  | 37  | 37  | 37  | 40  | 43  | 43  |
| San Gallo       | 3  | 3  | 6  | 7  | 7  | 10 | 11 | 11 | 14 | 14  | 14  | 17  | 20  | 20  | 20  | 20  | 23  | 23  | 26  | 27  | 27  | 28  | 31  | 31  | 31  | 31  | 32  | 35  | 36  | 36  | 36  | 39  | 42  | 42  | 45  | 46  |
| Thun            | 0  | 3  | 3  | 6  | 7  | 8  | 11 | 14 | 14 | 15  | 18  | 18  | 19  | 22  | 22  | 25  | 25  | 28  | 31  | 32  | 35  | 36  | 36  | 37  | 38  | 38  | 38  | 38  | 39  | 40  | 40  | 40  | 43  | 43  | 43  | 46  |
| Zurigo          | 3  | 6  | 6  | 7  | 8  | 8  | 11 | 14 | 15 | 16  | 17  | 17  | 20  | 20  | 21  | 24  | 24  | 25  | 25  | 28  | 28  | 29  | 29  | 30  | 33  | 33  | 33  | 34  | 34  | 34  | 37  | 37  | 40  | 43  | 43  | 44  |
| Grasshoppers    | 0  | 0  | 0  | 1  | 4  | 4  | 7  | 7  | 7  | 10  | 11  | 11  | 11  | 14  | 17  | 17  | 17  | 17  | 17  | 17  | 17  | 18  | 18  | 18  | 18  | 19  | 20  | 21  | 22  | 23  | 24  | 24  | 24  | 24  | 24  | 25  |
| Neuchatel Xamax | 3  | 4  | 4  | 4  | 4  | 4  | 4  | 7  | 8  | 9   | 10  | 10  | 11  | 11  | 12  | 13  | 13  | 13  | 13  | 16  | 19  | 19  | 19  | 22  | 22  | 25  | 26  | 26  | 29  | 32  | 33  | 36  | 36  | 36  | 37  | 37  |

#### Classifiche di rendimento

##### Rendimento andata-ritorno
| Andata          | Andata | Ritorno         | Ritorno |
|                 |        |                 |         |
| Young Boys      | 49     | Young Boys      | 42      |
| Basilea         | 30     | Basilea         | 41      |
| Thun            | 28     | Lugano          | 27      |
| Zurigo          | 25     | Neuchatel Xamax | 24      |
| Lucerna         | 25     | San Gallo       | 23      |
| San Gallo       | 23     | Sion            | 22      |
| Sion            | 21     | Lucerna         | 21      |
| Lugano          | 19     | Zurigo          | 19      |
| Grasshoppers    | 17     | Thun            | 18      |
| Neuchatel Xamax | 13     | Grasshoppers    | 8       |

##### Rendimento casa-trasferta
| Casa            | Casa | Trasferta       | Trasferta |
|                 |      |                 |           |
| Young Boys      | 49   | Young Boys      | 42        |
| Basilea         | 36   | Basilea         | 35        |
| Zurigo          | 28   | Lucerna         | 24        |
| Thun            | 26   | Sion            | 21        |
| Lugano          | 26   | Lugano          | 20        |
| San Gallo       | 26   | Thun            | 20        |
| Lucerna         | 22   | San Gallo       | 20        |
| Sion            | 22   | Neuchatel Xamax | 17        |
| Neuchatel Xamax | 20   | Zurigo          | 16        |
| Grasshoppers    | 15   | Grasshoppers    | 10        |

#### Primati stagionali
Squadre
- Maggior numero di vittorie: Young Boys (29)
- Maggior numero di pareggi: Lugano (16)
- Maggior numero di sconfitte: Grasshoppers (21)
- Minor numero di vittorie: Grasshoppers (5)
- Minor numero di pareggi: Lucerna, Young Boys (4)
- Minor numero di sconfitte: Young Boys (3)
- Miglior attacco: Young Boys (99 gol fatti)
- Peggior attacco: Grasshoppers (32 gol fatti)
- Miglior difesa: Young Boys (36 gol subiti)
- Peggior difesa: Grasshoppers (71 gol subiti)
- Miglior differenza reti: Young Boys (+63)
- Peggior differenza reti: Grasshoppers (-39)
- Miglior serie positiva: Young Boys (19, 11ª-29ª)
- Peggior serie negativa: Grasshoppers (6, 16ª-21ª)
- Maggior numero di vittorie consecutive: Young Boys (9, 1ª-9ª)

Partite
- Più gol (8):

Young Boys-Basilea 7-1, 23 settembre 2018
- Maggior scarto di gol (6): Young Boys-Basilea 7-1
- Maggior numero di reti in una giornata: 24 gol nella 14ª giornata, 24 gol nella 3ª giornata
- Minor numero di reti in una giornata: 4 gol nella 29ª giornata
- Maggior numero di espulsioni in una giornata: 2 in 22ª giornata, 33ª giornata, 23ª giornata, 19ª giornata, 27ª giornata

### Individuali

#### Classifica marcatori
| Gol | Rigori |  | Giocatore             | Squadra         |
| --- | ------ |  | --------------------- | --------------- |
| 24  | 3      |  | Guillaume Hoarau      | Young Boys      |
| 15  | 1      |  | Jean-Pierre Nsame     | Young Boys      |
| 15  | 2      |  | Dejan Sorgić          | Thun            |
| 14  | 0      |  | Albian Ajeti          | Basilea         |
| 14  | 2      |  | Raphaël Nuzzolo       | Neuchatel Xamax |
| 13  | 0      |  | Carlinhos             | Lugano          |
| 13  | 2      |  | Blessing Eleke        | Lucerna         |
| 13  | 0      |  | Ricky van Wolfswinkel | Basilea         |
| 12  | 0      |  | Moumi Ngamaleu        | Young Boys      |
| 12  | 2      |  | Marvin Spielmann      | Thun            |
| 11  | 0      |  | Christian Fassnacht   | Young Boys      |
| 11  | 4      |  | Vincent Sierro        | San Gallo       |
| 10  | 4      |  | Benjamin Kololli      | Zurigo          |
| 10  | 0      |  | Stephen Odey          | Zurigo          |
| 9   | 1      |  | Roger Assalé          | Young Boys      |
| 9   | 0      |  | Tranquillo Barnetta   | San Gallo       |
| 9   | 0      |  | Alexander Gerndt      | Lugano          |
| 9   | 2      |  | Pascal Schürpf        | Lucerna         |

#### Media spettatori
| Club            | Pos. | Media  | Totale  | Abbonamenti |
| --------------- | ---- | ------ | ------- | ----------- |
| Young Boys      | 1    | 25 751 | 463 518 |             |
| Basilea         | 2    | 24 259 | 436 661 |             |
| San Gallo       | 3    | 12 692 | 228 461 |             |
| Zurigo          | 4    | 10 660 | 191 885 |             |
| Lucerna         | 5    | 9 299  | 158 078 |             |
| Sion            | 6    | 9 106  | 163 900 |             |
| Neuchatel Xamax | 7    | 6 002  | 108 036 |             |
| Thun            | 8    | 5 702  | 102 640 |             |
| Grasshoppers    | 9    | 5 639  | 101 500 |             |
| Lugano          | 10   | 3 557  | 64 028  |             |

#### Arbitri
- Stephan Klossner (19)
- Fedayi San (19)
- Urs Schnyder (19)
- Alain Bieri (18)
- Nikolaj Hänni (18)
- Adrien Jaccottet (18)
- Lionel Tschudi (18)
- Lukas Fähndrich (16)

- Sandro Schärer (13)
- Pascal Erlachner (11)
- Alessandro Dudic (7)
- Amaury Delerue (1)
- Benoît Millot (1)
- Ioannis Papadopoulos (1)
- Anastasios Papapetrou (1)